# 오토벨
오토벨(영어: Autobell)은 현대글로비스의 온라인 중고차 중개 플랫폼이다.

## 상세
2022년 1월 20일, 공식 론칭됐다. 인터넷과 전용 모바일 어플리케이션을 통해 중고차 거래를 중개한다. 중고차 허위매물 방지 및 신뢰도 높은 판매망 구축을 위해, 딜러들의 소속 매매상사의 사업자등록증과 종사원증을 필수로 제출받는다. 또한 중고차 경매센터와의 데이터 연동을 통해 플랫폼 등록 차량의 실매물 및 판매 여부를 검증한다.
방문 매각, 비교 견적 매각, 무평가 매각의 서비스를 제공하며, 차량의 360도 VR 사진, 전문평가사의 진단 결과, 온라인 홈서비스, 미래 시세 분석 등의 서비스도 제공한다.

## 같이 보기
- 현대글로비스
- 현대자동차그룹
- 중고차